# McKenzie (Alabama)
Pour les articles homonymes, voir McKenzie.
McKenzie est une ville des comtés de Butler et Conecuh, en Alabama, aux États-Unis,.
La ville de McKenzie nait lors de la création d'une ligne ferroviaire, de la compagnie Florida Railroad (en) à Andalusia, vers 1899. Elle est baptisée, initialement, Persimmon Creek mais en 1900, elle est rebaptisée en l'honneur de Bethune Beaton McKenzie, un vétéran de la guerre de Sécession et ingénieur civil ayant créé de nombreuses lignes ferroviaires en Alabama. La ville est incorporée en 1913.

## Démographie
| 1920 | 1930 | 1940 | 1950 | 1960 | 1970 |
| ---- | ---- | ---- | ---- | ---- | ---- |
| 293  | 396  | 504  | 504  | 558  | 491  |

| 1980 | 1990 | 2000 | 2010 | - | - |
| ---- | ---- | ---- | ---- | - | - |
| 605  | 464  | 644  | 530  | - | - |

## Source de la traduction
- (en) Cet article est partiellement ou en totalité issu de l’article de Wikipédia en anglais intitulé « McKenzie, Alabama » (voir la liste des auteurs).